# 수도권 교통공사

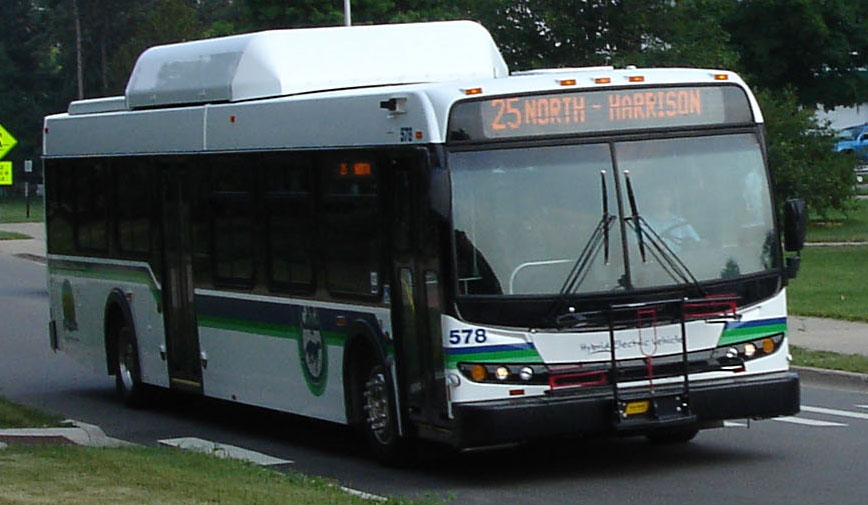
40피트의 하이브리드 차량 CATA 버스

수도권 교통공사(Capital Area Transportation Authority, CATA)는 미국 미시간주의 주도 랜싱 지역의 보조 교통 기관이며 대중 교통 버스 서비스를 제공한다. 줄여서 CATA라고 하며, "카타"라고 발음한다. 이 카타 시스템에는 거의 300명되는 직원이 있다.

## 고정 노선
노선 분류:
- 1-19 번: 랜싱 지역 노선
- 20-26 번: 동부 지역 노선 (이스트 랜싱, 오키모스, 헤이슬렛)
- 30-36 번: MSU 지역 노선 (스파르탄 서비스이며 가을, 봄 학기에만 운영한다)
- 46, 48번: 제한된 정거 통근 노선
- "(제한)"은 특정한 지역에만 정차하는 노선을 말한다
- "(전차)"는 전차 버스가 사용하는 노선을 말한다. 자전거는 이 길로 다닐 수 없다.
- 모든 카타 버스 노선은 장애인 휠체어가 버스에 올라탈 수 있도록 자동화 시설을 갖춰 놓고 있다.

| 노선 이름                                     | 출발지                        | 종착지                                                        | 운영                      | 스파르탄 서비스                                                          | 방향                                           |
| --------------------------------------------- | ----------------------------- | ------------------------------------------------------------- | ------------------------- | ------------------------------------------------------------------------ | ---------------------------------------------- |
| #1 도심지 랜싱-머리디안 몰                    | CATA 교통 중심 건물           | 머리디안 몰                                                   | 날마다                    | 주말에는 9시간 연장                                                      | 순환                                           |
| #2 South Washington-Pleasant Grove            | CATA 교통 중심 건물           | Sheffield & Bayview                                           | 날마다                    | 아니요                                                                   | 순환                                           |
| #3 Willow-랜싱 몰                             | CATA 교통 중심 건물           | 랜싱 몰                                                       | 날마다                    | 아니요                                                                   | 순환                                           |
| #4 Entertainment Express (제한) (전차)        | Washington & Washtenaw        | Albert & MAC                                                  | 화요일, 금요일, 토요일 밤 | 아니요                                                                   | 순환                                           |
| #5 South Cedar-Edgewood                       | CATA 교통 중심 건물           | 남부 펜실베니아의 마이어                                      | 날마다                    | 아니요                                                                   | 순환                                           |
| Edgewood Shuttle                              | 남주 펜실베니아의 마이어      | Edgewood Villas                                               | 날마다                    | 아니요                                                                   | 순환                                           |
| #6 Cedar-Jolly Connection                     | CATA 관리소                   | Jolly Cedar Plaza (Social Security Administration on request) | 평일                      | 아니요                                                                   | 순환                                           |
| #7 Aurelius                                   | CATA 교통 중심 건물           | Beau Jardin & Dunckel                                         | 평일                      | 아니요                                                                   | 순환                                           |
| #8 Pennsylvania-Holt                          | CATA 교통 중심 건물           | Davlind & Aurelius                                            | 날마다                    | 아니요                                                                   | 순환                                           |
| #9 South Martin Luther King, Jr. Blvd.-Miller | CATA 교통 중심 건물           | 남주 펜실베니아의 마이어                                      | 날마다                    | 아니요                                                                   | 순환                                           |
| #10 North 랜싱-Turner                         | CATA 교통 중심 건물           | Thomas & Hall                                                 | 날마다                    | 아니요                                                                   | 순환                                           |
| #11 Waverly-Colonial Village                  | CATA 교통 중심 건물           | Deerfield & Holmes                                            | 평일                      | 아니요                                                                   | 순환                                           |
| #12 West Michigan-Waverly                     | CATA 교통 중심 건물           | Value City                                                    | 날마다                    | 아니요                                                                   | 순환                                           |
| #13 Groesbeck Area                            | CATA 교통 중심 건물           | 레이크 랜싱의 마이어                                          | 평일                      | 아니요                                                                   | 순환                                           |
| #14 North Grand River-Airport                 | CATA 교통 중심 건물           | Grand River & Waverly                                         | 날마다                    | 아니요                                                                   | 순환                                           |
| #15 Kalamazoo-Frandor                         | CATA 교통 중심 건물           | 레이크 랜싱의 마이어                                          | 평일                      | 아니요                                                                   | 순환                                           |
| #16 서부 레이크 랜싱길-이스트우드 타운 센터   | CATA 교통 중심 건물           | 레이크 랜싱의 마이어                                          | 날마다                    | 아니요                                                                   | 순환                                           |
| #19 Delhi Loop                                | Holt High School              | Willoughby & Cedar                                            | 평일 긴급 시간            | 아니요                                                                   | 오전: 시계 방향 순환 오후: 시계 반대 방향 순환 |
| #20 South Harrison-Jolly-Dunckel              | Shaw & Farm Boarding Area     | Beau Jardin & Dunckel                                         | 날마다                    | 아니요                                                                   | 순환                                           |
| #22 MSU-Haslett-머리디안 몰                   | Shaw & Farm Boarding Area     | 머리디안 몰                                                   | 날마다                    | 아니요                                                                   | 순환                                           |
| #23 MSU-Okemos-머리디안 몰                    | Shaw & Farm Boarding Area     | 머리디안 몰                                                   | 날마다                    | 아니요                                                                   | 순환                                           |
| #24 East 랜싱-Lake 랜싱 Road                  | Wharton Center (Bogue Street) | 레이크 랜싱의 마이어                                          | 날마다                    | 아니요                                                                   | 순환                                           |
| #25 North Harrison                            | Wharton Center (Bogue Street) | 레이크 랜싱의 마이어                                          | 날마다                    | 평일: 더 자주 운영 주말: 아니요                                          | 순환                                           |
| #26 Abbott-Chandler                           | MSU-CTC/Ramp 1                | Crossing Place Apartments                                     | 날마다                    | 평일: 자주 운영하며 밤 시간대로 연장 토요일: 밤 시간 연장 일요일: 아니요 | 순환                                           |
| #26 Late Night Abbott-Chandler Late Night     | Crossing Place Apartments     | Albert & MAC                                                  | 목요일, 금요일, 토요일 밤 | 완전한 노선                                                              | 순환                                           |
| #30 Wilson-Akers                              | Wilson Hall                   | Akers Hall                                                    | 평일                      | 완전한 노선                                                              | 순환                                           |
| #31 Brody-Hubbard                             | 브로디 단지                   | Hubbard Hall                                                  | 평일                      | 완전한 노선                                                              | 순환                                           |
| #32 Commuter Lot-Spartan Village              | MSU-CTC/Ramp 1                | Spartan Village                                               | 평일                      | 완전한 노선                                                              | 순환                                           |
| #33 Campus Cruiser                            | Holden Hall                   | MSU Union                                                     | 평일                      | 완전한 노선                                                              | 시계 반대 방향 순환                            |
| #34 Brody-University Village                  | MSU-CTC/Ramp 1                | 브로디 단지                                                   | 평일 밤 및 주말           | 완전한 노선                                                              | 시계 반대 방향 순환                            |
| #35 Spartan Village-Commuter Lot              | MSU-CTC/Ramp 1                | Commuter Lot                                                  | 평일 밤 및 주말           | 완전한 노선                                                              | 순환                                           |
| #36 Akers-Hubbard                             | MSU-CTC/Ramp 1                | Hubbard Hall                                                  | 평일 밤 및 주말           | 완전한 노선                                                              | 시계 반대 방향 순환                            |
| #46 Mason (제한)                              | CATA 교통 중심 건물           | Cedar & Kerns                                                 | 평일 긴급 시간            | 아니요                                                                   | 순환 안 함                                     |
| #48 Williamston-Webberville (제한)            | CATA 교통 중심 건물           | M-52 & I-96 (맥도날드에서)                                    | 평일 긴급 시간            | 아니요                                                                   | 순환 안 함                                     |

## 비운영일
잘 알려진 7가지 휴일에는 운영하지 않는다:
- 새해
- 부활절
- 전몰 장병 기념일 (현충일)
- 독립 기념일
- 노동절
- 추수감사절
- 성탄절